# Plectranthus
Genre
Synonymes
- Germanea Lam.[1]
- Skapanthus C. Y. Wu & H. W. Li[1]

Plectranthus est un genre de plantes à fleurs de la famille des Labiées (Lamiaceae). Ces plantes sont souvent appelées communément des coléus, en souvenir du genre Coleus qui a été révisé par la suite.

## Révision du genre
En 2019, à la lumière de la phylogénie moléculaire, ce genre a été révisé et considéré, dans son sens large, comme équivalent à la sous tribu des Plectranthinae. De nombreuses espèces de Plectranthus ont ainsi été recomposées dans les genres Coleus, qui est à nouveau reconnu, et Equilabium. On ne compte par conséquent plus que 72 espèces de Plectranthus au sens scrict, les autres étant réparties entre Coleus (294 espèces) et Equilabium (42 espèces).

## Liste d'espèces
Selon World Checklist of Selected Plant Families (WCSP) (26 juin 2020) :
- Plectranthus alboviolaceus Gürke (1901)
- Plectranthus ambiguus (Bolus) Codd (1964)
- Plectranthus amplexicaulis Hedge (1998)
- Plectranthus antongilicus Hedge (1998)
- Plectranthus asymmetricus A.J.Paton (2013)
- Plectranthus atroviolaceus Hedge (1998)
- Plectranthus aulihanensis (Schweinf. & Volkens)
- Plectranthus beddomei Raizada (1958)
- Plectranthus betamponus Hedge (1998)
- Plectranthus bipinnatus Paton (2003)
- Plectranthus bracteolatus A.J.Paton, Fl. Trop. E. Africa (2009)
- Plectranthus brevicaulis (Baker) Hedge (1998)
- Plectranthus brevimentum T.J.Edwards (2005)
- Plectranthus bullulatus ined..
- Plectranthus canescens Benth. (1832)
- Plectranthus capuronii Hedge (1998)
- Plectranthus chimanimanensis S.Moore, J. Linn. Soc. (1911)
- Plectranthus ciliatus E.Mey. (1838)
- Plectranthus clementiae Hedge (1998)
- Plectranthus cordatus A.J.Paton & Phillipson (2019)
- Plectranthus crameri R.H.Willemse (1979)
- Plectranthus decaryi Hedge (1998)
- Plectranthus deccanicus Briq. (1898)
- Plectranthus delicatissimus Hedge (1998)
- Plectranthus dissitiflorus (Gürke) J.K.Morton, J. Linn. Soc. (1962)
- Plectranthus dupuisii (Briq.) A.J.Paton, Fl. Trop. E. Africa (2009)
- Plectranthus ecklonii Benth. (1848)
- Plectranthus efoliatus (De Wild.) A.J.Paton, Fl. Trop. E. Africa (2009)
- Plectranthus elegans Britten, Trans. Linn. Soc. London (1894)
- Plectranthus elegantulus Briq., Bull. Herb. Boissier, sér. 2 (1903)
- Plectranthus ellipticus Hedge (1998)
- Plectranthus elongatus (Trimen) R.H.Willemse (1979)
- Plectranthus emirnensis (Baker) Hedge (1998)
- Plectranthus epilithicus B.J.Pollard (2005)
- Plectranthus ernstii Codd (1982)
- Plectranthus esculentus N.E.Br. (1894)
- Plectranthus forsythii Hedge (1998)
- Plectranthus fruticosus L'Hér. (1788)
- Plectranthus galeatus Vahl (1790)
- Plectranthus garckeanus (Vatke) J.K.Morton (1998)
- Plectranthus gardneri Thwaites (1860)
- Plectranthus gibbosus Hedge (1998)
- Plectranthus giorgii (De Wild.)
- Plectranthus glabratus (Benth.) Alston (1931)
- Plectranthus glabriflorus P.I.Forst. (1994)
- Plectranthus godefroyae (N.E.Br.)
- Plectranthus gracillimus (T.C.E.Fr.) T.C.E.Fr. (1926)
- Plectranthus grallatus Briq., Bull. Herb. Boissier, sér. 2 (1903)
- Plectranthus grandibracteatus Hedge (1998)
- Plectranthus grandicalyx (E.A.Bruce) J.K.Morton (1998)
- Plectranthus guruensis A.J.Paton (2013)
- Plectranthus gymnostomus (Gürke) A.J.Paton, Fl. Trop. E. Africa (2009)
- Plectranthus hexaphyllus Baker, J. Linn. Soc. (1883)
- Plectranthus hilliardiae Codd (1974)
- Plectranthus hirsutus Hedge (1998)
- Plectranthus hoslundioides Scott Elliot, J. Linn. Soc. (1891)
- Plectranthus humbertii Hedge (1998)
- Plectranthus igniarius (Schweinf.) Agnew (1974)
- Plectranthus incrassatus Hedge (2003)
- Plectranthus inflatus (Benth.) R.H.Willemse (1979)
- Plectranthus insolitus C.H.Wright, J. Linn. Soc. (1900)
- Plectranthus kanneliyensis (L.H.Cramer & S. Balas.) R.H.Willemse (1979)
- Plectranthus kapatensis (R.E.Fr.) J.K.Morton (1998)
- Plectranthus kivuensis (Lebrun & L.Touss.) R.H.Willemse (1985)
- Plectranthus koualensis (A.Chev. ex Hutch. & Dalziel) B.J.Pollard & A.J.Paton (2006)
- Plectranthus lactiflorus (Vatke) Agnew (1974)
- Plectranthus lanuginosus (Hochst. ex Benth.) Agnew (1974)
- Plectranthus lasianthus (Gürke) Vollesen (1980)
- Plectranthus laurifolius Hedge (1998)
- Plectranthus laxiflorus Benth. (1838)
- Plectranthus leptophyllus (Baker) A.J.Paton, Fl. Trop. E. Africa (2009)
- Plectranthus linearis Hedge (1998)
- Plectranthus longiflorus Benth. (1832)
- Plectranthus longipetiolatus Hedge (1998)
- Plectranthus lucidus (Benth.) van Jaarsv. & T.J.Edwards (1997)
- Plectranthus macilentus Hedge (1998)
- Plectranthus madagascariensis (Pers.) Benth. (1832)
- Plectranthus malabaricus (Benth.) R.H.Willemse (1979)
- Plectranthus malawiensis B.Mathew (1976)
- Plectranthus malvinus van Jaarsv. & T.J.Edwards (1997)
- Plectranthus mandalensis Baker (1900)
- Plectranthus marquesii Gürke (1896)
- Plectranthus mechowianus (Briq.)
- Plectranthus membranaceus (Scott Elliot) Hedge (1998)
- Plectranthus merrillii H.Keng (1978)
- Plectranthus mirabilis (Briq.) Launert (1968)
- Plectranthus miserabilis Briq. (1894)
- Plectranthus mocquerysii Briq. (1898)
- Plectranthus modestus Baker (1895)
- Plectranthus mzimvubuensis van Jaarsv. (2004)
- Plectranthus neochilus Schltr. (1896)
- Plectranthus oblanceolatus Hedge (1998)
- Plectranthus occidentalis B.J.Pollard (2005)
- Plectranthus oertendahlii T.C.E.Fr. (1924)
- Plectranthus ombrophilus Hedge (1998)
- Plectranthus oribiensis Codd (1980)
- Plectranthus papilionaceus Ranir. & Phillipson (2007)
- Plectranthus parvifolius Talbot (1897)
- Plectranthus pentheri (Gürke) van Jaarsv. & T.J.Edwards (1997)
- Plectranthus persoonii Hedge (1998)
- Plectranthus pichompae Hedge (1998)
- Plectranthus pobeguinii (Hutch. & Dalziel) B.J.Pollard (2009)
- Plectranthus poggeanus (Briq.)
- Plectranthus praetermissus Codd (1979)
- Plectranthus preussii (Gürke)
- Plectranthus pseudomarrubioides R.H.Willemse (1985)
- Plectranthus puberulentus J.K.Morton (1998)
- Plectranthus purpuratus Harv. (1860)
- Plectranthus reflexus van Jaarsv. & T.J.Edwards (1991)
- Plectranthus reticulatus (A.Chev.) B.J.Pollard (2012)
- Plectranthus rosulatus Hedge, Adansonia, sér. 3 (2005)
- Plectranthus rotundifolius (Poir.) Spreng. (1825)
- Plectranthus rubropunctatus Codd (1975)
- Plectranthus rubroviolaceus Hedge (1998)
- Plectranthus saccatus Benth. (1838)
- Plectranthus salvioides (B.Heyne ex Roth) Benth. (1832)
- Plectranthus scandens (Gürke) R.H.Willemse (1979)
- Plectranthus scaposus Hedge (1998)
- Plectranthus scebeli (Chiov.) Ryding (1999)
- Plectranthus schweinfurthii Sprenger (1894)
- Plectranthus secundiflorus (Baker) Hedge (1998)
- Plectranthus seretii (De Wild.) Vollesen (1980)
- Plectranthus shirensis (Gürke) A.J.Paton (2005)
- Plectranthus sparsiflorus (Elmer) H.Keng (1978)
- Plectranthus spicatus E.Mey. (1838)
- Plectranthus stachyoides Oliv. (1875)
- Plectranthus strangulatus A.J.Paton, Fl. Trop. E. Africa (2009)
- Plectranthus strigosus Benth. ex E.Mey. (1838)
- Plectranthus stylesii T.J.Edwards (2005)
- Plectranthus swynnertonii S.Moore, J. Linn. Soc. (1911)
- Plectranthus tenuicaulis (Hook.f.) J.K.Morton, J. Linn. Soc. (1962)
- Plectranthus termiticola A.J.Paton (2013)
- Plectranthus tetragonus Gürke (1894)
- Plectranthus thyrsoideus (Baker) B.Mathew (1976)
- Plectranthus trilobus Hedge (1998)
- Plectranthus verticillatus (L.f.) Druce (1916 publ. 1917)
- Plectranthus vestitus Benth. (1832)
- Plectranthus vettiveroides (Jacob) N.P.Singh & B.D.Sharma (1982 publ. 1983)
- Plectranthus vinaceus Hedge (1998)
- Plectranthus viridis (Briq.)
- Plectranthus welwitschii (Briq.) Codd (1972)
- Plectranthus xanthanthus (C.Y.Wu & Y.C.Huang) S.S.Ying (2019)
- Plectranthus zenkeri Gürke (1894)
- Plectranthus zuluensis T.Cooke (1909)

Selon Tropicos (26 juin 2020) (Attention liste brute contenant possiblement des synonymes) :
- Plectranthus aberdaricus T.C.E. Fr.
- Plectranthus acariformis P.I. Forst.
- Plectranthus acaulis Brummitt & Seyani
- Plectranthus actites P.I. Forst.
- Plectranthus adenanthus Diels
- Plectranthus adenoloma Hand.-Mazz.
- Plectranthus adenolomus Hand.-Mazz.
- Plectranthus adenophorus Gürke
- Plectranthus aegyptiacus (Forssk.) C. Chr.
- Plectranthus africanus (Baker ex Scott Elliot) A.J. Paton
- Plectranthus agnewii Lukhoba & A.J. Paton
- Plectranthus albicalyx Suddee
- Plectranthus albidus Baker
- Plectranthus albocaeruleus N.E. Br.
- Plectranthus alboviolaceus Gürke
- Plectranthus albus Gürke
- Plectranthus aliciae (Codd) Van Jaarsv. & T.J. Edwards
- Plectranthus allenii C.H. Wright
- Plectranthus alloplectus S.T. Blake
- Plectranthus almamii A. Chev.
- Plectranthus alpinus (Vatke) Ryding
- Plectranthus alstonianus (Hutch. & Dandy) ined.
- Plectranthus altanmouiensis T.C. Wilson, P.I. Forst. & M.A.M. Renner
- Plectranthus amaniensis Gürke
- Plectranthus ambiguus (Bolus) Codd
- Plectranthus amboinicus (Lour.) Spreng.
- Plectranthus amethystoides Benth.
- Plectranthus amicorum S.T. Blake
- Plectranthus amiculatus T.C. Wilson, P.I. Forst. & M.A.M. Renner
- Plectranthus amoenus P.I. Forst.
- Plectranthus amplexicaulis Hedge
- Plectranthus anamudianus Smitha & Sunojk.
- Plectranthus andongensis (Hiern) K. Schum.
- Plectranthus angulatus Hedge
- Plectranthus angustifolius Dunn
- Plectranthus annuus A.J. Paton
- Plectranthus antongilicus Hedge
- Plectranthus apoensis (Elmer) H. Keng
- Plectranthus apreptus S.T. Blake
- Plectranthus apricus P.I. Forst.
- Plectranthus arabicus (Forssk.) E.A. Bruce
- Plectranthus arenicola P.I. Forst.
- Plectranthus argentatus S.T. Blake
- Plectranthus argentifolius Ryding
- Plectranthus aromaticus Roxb.
- Plectranthus arthropodus Briq.
- Plectranthus asirensis (Benth.) J.R.I. Wood
- Plectranthus asper (Roth) Spreng.
- Plectranthus assamicus S.M. Mukerjee
- Plectranthus assurgens (Baker) J.K. Morton
- Plectranthus asymmetricus A.J. Paton
- Plectranthus atroviolaceus Hedge
- Plectranthus aulihanensis (Schweinf. & Volkens) ined.
- Plectranthus auriculatus Robyns & Lebrun
- Plectranthus aurifer Dinter ex Launert
- Plectranthus auriglandulosus A.J. Paton
- Plectranthus australis R. Br.
- Plectranthus autranii (Briq.) A.J. Paton
- Plectranthus axillariflorus Honda
- Plectranthus barbatus Andrews
- Plectranthus bariensis Ryding
- Plectranthus barrelieri (Roth) Spreng.
- Plectranthus batianoffii P.I. Forst.
- Plectranthus baumii Gürke
- Plectranthus beddomei (Benth.) Raizada
- Plectranthus behrii Compton
- Plectranthus bellus P.I. Forst.
- Plectranthus benthamianus Miq.
- Plectranthus berdaricus T.C.E. Fr.
- Plectranthus betamponus Hedge
- Plectranthus betonicifolius Baker
- Plectranthus bicolor Blume
- Plectranthus bifidocalyx Dunn
- Plectranthus bifidus A.J. Paton
- Plectranthus biflorus Baker
- Plectranthus bipartitus P.I. Forst.
- Plectranthus bipinnatus A.J. Paton
- Plectranthus bishopianus Gamble
- Plectranthus blakei P.I. Forst.
- Plectranthus blumei (Benth.) Launert
- Plectranthus bojeri (Benth.) Hedge
- Plectranthus bolusii T. Cooke
- Plectranthus bongensis Baker
- Plectranthus bosseri Hedge
- Plectranthus botryosus A.J. Paton
- Plectranthus bourneae Gamble
- Plectranthus bracteatus (Dunn) Suddee
- Plectranthus bracteolatus A.J. Paton
- Plectranthus brandisii Prain
- Plectranthus brevicaulis (Baker) Hedge
- Plectranthus brevifolius Hand.-Mazz.
- Plectranthus brevimentum T.J. Edwards
- Plectranthus brevipes Baker
- Plectranthus briquetii (Baker) ined.
- Plectranthus buchananii Baker
- Plectranthus buckia Buch.-Ham. ex D. Don
- Plectranthus buergeri Miq.
- Plectranthus bullatus Benth.
- Plectranthus bulleyanus Diels
- Plectranthus bullulatus (Briq.) ined.
- Plectranthus buraensis S. Moore
- Plectranthus burnatii Briq.
- Plectranthus burorum (Chiov.) J.K. Morton
- Plectranthus caespitosus Lukhoba & A.J. Paton
- Plectranthus caillei (A. Chev. ex Hutch. & Dalziel) ined.
- Plectranthus calaminthoides (Baker) ined.
- Plectranthus calcaratus Hemsl.
- Plectranthus calcicola Hand.-Mazz.
- Plectranthus calcicolus Hand.-Mazz.
- Plectranthus caldericola P.I. Forst.
- Plectranthus calycinus Benth.
- Plectranthus camporum (Gürke) ined.
- Plectranthus candelabriformis Launert
- Plectranthus canescens Benth.
- Plectranthus caninus Roth
- Plectranthus capillipes Benth.
- Plectranthus capuronii Hedge
- Plectranthus cardiophyllus Hemsl.
- Plectranthus carnosifolius Hemsl.
- Plectranthus carnosus (L. f.) Sm.
- Plectranthus cataractarum B.J. Pollard
- Plectranthus caudatus S. Moore
- Plectranthus cavaleriei H. Lév.
- Plectranthus chamaedrys H. Lév.
- Plectranthus charianthus Briq.
- Plectranthus chenmui Y.Z. Sun
- Plectranthus chevalieri (Briq.) B.J. Pollard & A.J. Paton
- Plectranthus chiangdaoensis Suddee
- Plectranthus chienii Y.Z. Sun
- Plectranthus chimanimanensis S. Moore
- Plectranthus chiradzulensis Baker
- Plectranthus chiridensis (S. Moore) Codd
- Plectranthus cicatricosus (Hutch. & E.A. Bruce) J.R.I. Wood
- Plectranthus ciliata
- Plectranthus ciliatus E. Mey.
- Plectranthus cinereus A.J. Paton
- Plectranthus circinnatus Hedge
- Plectranthus clementiae Hedge
- Plectranthus coerulescens (Gürke) R. Willemse
- Plectranthus coeruleus (Gürke ex Engl.) Agnew
- Plectranthus coetsa Buch.-Ham. ex D. Don
- Plectranthus coleoides Benth.
- Plectranthus collinus (Lebrun & Touss.) ined.
- Plectranthus coloratus D. Don
- Plectranthus comosus Sims
- Plectranthus concinnus (Hiern) K. Schum.
- Plectranthus confertiflorus A.J. Paton
- Plectranthus congestus R. Br.
- Plectranthus conglomeratus (T.C.E. Fr.) Hutch. & Dandy
- Plectranthus cooperi T. Cooke
- Plectranthus coppinii Cornu
- Plectranthus cordatus A.J. Paton & Phillipson
- Plectranthus cordifolius D. Don
- Plectranthus coreanus Vaniot
- Plectranthus crameri (Benth.) R.H. Willemse
- Plectranthus crassuloides (Pax) ined.
- Plectranthus crassus N.E. Br.
- Plectranthus cremnus B.J. Conn
- Plectranthus crenatus Gürke
- Plectranthus crenulatus Hook. f.
- Plectranthus cucullatus A.J. Paton
- Plectranthus cuneatus (Baker f.) Ryding
- Plectranthus cunenensis (Baker) ined.
- Plectranthus cyaneus Gürke
- Plectranthus cyanophyllus P.I. Forst.
- Plectranthus cylindraceus Hochst. ex Benth.
- Plectranthus cylindrostachys Robyns & Lebrun
- Plectranthus cymosus Baker
- Plectranthus daitonensis Hayata
- Plectranthus daoi Phuong
- Plectranthus daviesii (E.A. Bruce) B. Mathew
- Plectranthus dawoensis Hand.-Mazz.
- Plectranthus de-gasperisianns (Buscal. & Muschl.) ined.
- Plectranthus decaryi Hedge
- Plectranthus deccanicus (Wight ex Benth.) Briq.
- Plectranthus decimus A.J. Paton
- Plectranthus decumbens Hook. f.
- Plectranthus decurrens (Gürke) J.K. Morton
- Plectranthus defoliatus Hochst. ex Benth.
- Plectranthus dekindtianus De Wild.
- Plectranthus delicatissimus Hedge
- Plectranthus densiflorus T. Cooke
- Plectranthus densus N.E. Br.
- Plectranthus denudatus A. Chev. ex Hutch. & Dalziel
- Plectranthus dewevrei (Briq.) ined.
- Plectranthus dhankutanus (Murata) Bennet
- Plectranthus dichotomus A.J. Paton
- Plectranthus dichromophyllus Diels
- Plectranthus diffusus Merr.
- Plectranthus dinteri Briq.
- Plectranthus discolor Dunn
- Plectranthus dissectus Brenan
- Plectranthus dissitiflorus (Gürke) J.K. Morton
- Plectranthus divaricatus Weinm.
- Plectranthus diversus S.T. Blake
- Plectranthus djalonensis (A. Chev.) A.J. Paton
- Plectranthus doba (Hochst. ex Chiov.) ined.
- Plectranthus dolichopodus Briq.
- Plectranthus dolomiticus Codd
- Plectranthus draconis Briq.
- Plectranthus dregei Codd
- Plectranthus drogotschiensis Hand.-Mazz.
- Plectranthus drosocarpus Hand.-Mazz.
- Plectranthus drymophilus (G. Taylor) ined.
- Plectranthus dubius Vahl ex Benth.
- Plectranthus dumicola P.I. Forst.
- Plectranthus dupuisii (Briq.) A.J. Paton
- Plectranthus ecklonii Benth.
- Plectranthus edulis (Vatke) Agnew
- Plectranthus eetveldeanus (Briq.) ined.
- Plectranthus effusus (Maxim.) Honda
- Plectranthus efoliatus (De Wild.) A.J. Paton
- Plectranthus elatus (Baker) ined.
- Plectranthus elegans Britten
- Plectranthus elegantulus Briq.
- Plectranthus ellenbeckii Gürke
- Plectranthus ellipticus Hedge
- Plectranthus elongatus (Trimen) R.H. Willemse
- Plectranthus emanuelii Buscal. & Muschl.
- Plectranthus emini Gürke
- Plectranthus emirnensis (Baker) Hedge
- Plectranthus enanderianus Hand.-Mazz.
- Plectranthus epilithicus B.J. Pollard
- Plectranthus equisetiformis (E.A. Bruce) Launert
- Plectranthus eriocalyx Dunn
- Plectranthus erlangeri Gürke
- Plectranthus ernstii Codd
- Plectranthus erubescens Hedge
- Plectranthus esculentus N.E. Br.
- Plectranthus esquirolii H. Lév.
- Plectranthus etiolatus Chiov.
- Plectranthus excelsus P.I. Forst.
- Plectranthus excisoides Y.Z. Sun
- Plectranthus excisus Maxim.
- Plectranthus exilis A.J. Paton
- Plectranthus fangii Y.Z. Sun
- Plectranthus fasciculatus P.I. Forst.
- Plectranthus fimbriatus (Lebrun & Touss.) Troupin & Ayob.
- Plectranthus fischeri Gürke
- Plectranthus flaccidus (Vatke) Gürke
- Plectranthus flavidus Hand.-Mazz.
- Plectranthus floribundus N.E. Br.
- Plectranthus foetidus Benth.
- Plectranthus foliatus A.J. Paton
- Plectranthus forrestii Diels
- Plectranthus forskohlii Willd.
- Plectranthus forskolii Willd.
- Plectranthus forsteri Benth.
- Plectranthus forsythii Hedge
- Plectranthus fragilis Baker
- Plectranthus fragrans Lebrun & Touss.
- Plectranthus fragrantissimus P.I. Forst.
- Plectranthus fraternus T.C.E. Fr.
- Plectranthus fruticosus L'Hér.
- Plectranthus fulvescens Prain
- Plectranthus galeatus Vahl
- Plectranthus galpinii Schltr.
- Plectranthus gamblei Smitha & Sunojk.
- Plectranthus garckeanus (Vatke) J.K. Morton
- Plectranthus gardneri Thwaites
- Plectranthus garrettii Craib
- Plectranthus geminatus P.I. Forst.
- Plectranthus gerardianus Benth.
- Plectranthus gesneroides J. Sinclair
- Plectranthus gibbosus Hedge
- Plectranthus gigantifolius Suddee
- Plectranthus gillettii J.K. Morton
- Plectranthus giorgii (De Wild.) ined.
- Plectranthus glabratus (Benth.) Alston
- Plectranthus glabriflorus P.I. Forst.
- Plectranthus glandulosus Hook. f.
- Plectranthus glaucocalyx Maxim.
- Plectranthus globosus Ryding
- Plectranthus godefroyae (N.E. Br.) ined.
- Plectranthus goetzei Gürke
- Plectranthus gracilentus (S. Moore) ined.
- Plectranthus graciliflorus Benth.
- Plectranthus gracilis Suess.
- Plectranthus gracillimus (T.C.E. Fr.) Hutch. & Dandy
- Plectranthus grallatus Briq.
- Plectranthus grandibracteatus Hedge
- Plectranthus grandicalyx (E.A. Bruce) J.K. Morton
- Plectranthus grandidentatus Gürke
- Plectranthus grandifolius Hand.-Mazz.
- Plectranthus grandis (L.H.Cramer) R. Willemse
- Plectranthus graniticola P.I. Forst.
- Plectranthus gratus S.T. Blake
- Plectranthus graveolens R. Br.
- Plectranthus griffithii Hook. f.
- Plectranthus grosseserratus Dunn
- Plectranthus guerkei Briq.
- Plectranthus guruensis A.J. Paton
- Plectranthus gymnostomus (Gürke) A.J. Paton
- Plectranthus habrophyllus P.I. Forst.
- Plectranthus hadiensis (Forssk.) Schweinf. ex Sprenger
- Plectranthus hallii J.K. Morton
- Plectranthus hanceiformis H. Lév.
- Plectranthus hararensis Gürke
- Plectranthus harrisii J.K. Morton
- Plectranthus helferi Hook. f.
- Plectranthus henryi Hemsl.
- Plectranthus herbaceus Briq.
- Plectranthus hereroensis Engl.
- Plectranthus hexaphyllus Baker
- Plectranthus hians Benth.
- Plectranthus hijazensis Abdel Khalik
- Plectranthus hilliardiae Codd
- Plectranthus hirsutus Hedge
- Plectranthus hirtellus Hand.-Mazz.
- Plectranthus hirtus Benth.
- Plectranthus hispidus Benth.
- Plectranthus hjalmarii (T.C.E. Fr.) Hutch. & Dandy
- Plectranthus hockii De Wild.
- Plectranthus holstii Gürke
- Plectranthus horridus Baker
- Plectranthus hoslundioides Scott Elliot
- Plectranthus hosseusii Muschl.
- Plectranthus humbertii Hedge
- Plectranthus humulopsis B.J. Pollard
- Plectranthus hyemalis J.R.I. Wood
- Plectranthus hylophilus Gürke
- Plectranthus idukkianus J. Mathew, Yohannan & B.J. Conn
- Plectranthus igniarioides Ryding
- Plectranthus igniarius (Schweinf.) Agnew
- Plectranthus ignotus A.J. Paton
- Plectranthus incanus Link
- Plectranthus inconspicuus Miq.
- Plectranthus incrassatus Hedge
- Plectranthus indicus (Roth) Spreng.
- Plectranthus inflatus (Benth.) R.H. Willemse
- Plectranthus inflexus (Thunb.) Vahl
- Plectranthus ingratus Benth.
- Plectranthus inselbergi B.J. Pollard & A.J. Paton
- Plectranthus insignis Hook. f.
- Plectranthus insolitus C.H. Wright
- Plectranthus insularis P.I. Forst.
- Plectranthus intermedius Zoll. & Moritzi
- Plectranthus intraterraneus S.T. Blake
- Plectranthus intrusus Briq.
- Plectranthus irroratus G. Forrest ex Diels
- Plectranthus janthinothryx Lebrun & Touss.
- Plectranthus japonicus (Burm. f.) Koidz.
- Plectranthus javanicus (Blume) Benth.
- Plectranthus jebel-marrae Wickens & B. Mathew
- Plectranthus johnstonii Baker
- Plectranthus kameba (Okuyama ex Ohwi) Ohwi
- Plectranthus kamerunensis Gürke
- Plectranthus kanneliyensis (L.H.Cramer & Balas.) R.H. Willemse
- Plectranthus kapatensis (R.E. Fr.) J.K. Morton
- Plectranthus kareniae (Baker) ined.
- Plectranthus kassneri (T.C.E. Fr.) Hutch. & Dandy
- Plectranthus katangensis De Wild.
- Plectranthus keniensis S. Moore
- Plectranthus kilimandschari (Gürke ex Engl.) H.I. Maass
- Plectranthus kivuensis (Lebrun & Touss.) R. Willemse
- Plectranthus klossii S. Moore
- Plectranthus kondowensis Baker
- Plectranthus koualensis (A. Chev. ex Hutch. & Dalziel) B.J. Pollard & A.J. Paton
- Plectranthus krookii Guerke ex Zahlbr.
- Plectranthus kunstleri Prain
- Plectranthus kuntzeanus Domin
- Plectranthus kuntzei Gürke
- Plectranthus kurzii Prain
- Plectranthus labordei (Vaniot) Diels
- Plectranthus laciniatus Blume
- Plectranthus lactiflorus (Vatke) Agnew
- Plectranthus laetus P.I. Forst.
- Plectranthus lanceolatus Bojer ex Benth.
- Plectranthus lanceus Nakai
- Plectranthus lanuginosus (Hochst. ex Benth.) Agnew
- Plectranthus lasianthus (Gürke) Vollesen
- Plectranthus lasiocarpus Hayata
- Plectranthus lastii Baker
- Plectranthus latidens (S. Moore) ined.
- Plectranthus laurifolius Hedge
- Plectranthus lavanduloides Baker
- Plectranthus laxiflorus Benth.
- Plectranthus laxus T.C. Wilson & P.I. Forst.
- Plectranthus leiperi P.I. Forst.
- Plectranthus leptobotrys Diels
- Plectranthus leptophyllus (Baker) A.J. Paton
- Plectranthus leschenaultii Benth.
- Plectranthus leucanthus Diels
- Plectranthus leucophyllus Dunn
- Plectranthus leviculus N.E. Br.
- Plectranthus lilacinus Gürke
- Plectranthus lindblomii T.C.E. Fr.
- Plectranthus linearifolius (J.K. Morton) B.J. Pollard & A.J. Paton
- Plectranthus linearis Hedge
- Plectranthus longicornis F. Muell.
- Plectranthus longiflorus Benth.
- Plectranthus longipes Baker
- Plectranthus longipetiolatus (Gürke ex Engl.) ined.
- Plectranthus longitubus Miq.
- Plectranthus lophanthoides (Buch.-Ham. ex D. Don) Grierson & Long
- Plectranthus loxothyrsus Hand.-Mazz.
- Plectranthus lucidus (Benth.) Van Jaarsv. & T.J. Edwards
- Plectranthus luteus Gürke
- Plectranthus lycopifolius A. Rich.
- Plectranthus macilentus Hedge
- Plectranthus macraei Benth.
- Plectranthus macranthus Hook. f.
- Plectranthus macrocalyx Dunn
- Plectranthus macrophyllus Blume
- Plectranthus maculatus (Gürke) ined.
- Plectranthus maculosus (Lam.) Salisb.
- Plectranthus madagascariensis (Pers.) Benth.
- Plectranthus maddeni Benth. ex Hook. f.
- Plectranthus maddenii Benth. ex Hook. f.
- Plectranthus mafiensis A.J. Paton
- Plectranthus mahonii (Baker) N.E. Br. ex Hook. f.
- Plectranthus mairei H. Lév.
- Plectranthus malabaricus (Benth.) R.H. Willemse
- Plectranthus malawiensis B. Mathew
- Plectranthus malinvaldi Briq.
- Plectranthus malvinus Van Jaarsv. & T.J. Edwards
- Plectranthus mandalensis Baker
- Plectranthus manganjensis Baker
- Plectranthus mannii Baker
- Plectranthus maranguensis (Gürke) ined.
- Plectranthus margeritae Buscal. & Muschl.
- Plectranthus marmoritis Hance
- Plectranthus marquesii Gürke ex Henriq.
- Plectranthus marrubatus J.K. Morton
- Plectranthus marrubioides Hochst. ex Benth.
- Plectranthus masukensis Baker
- Plectranthus matabelensis Baker
- Plectranthus mauritianus Bojer
- Plectranthus maximowiczii Miq.
- Plectranthus maypurensis (Roth) Spreng.
- Plectranthus mbaluensis Gürke
- Plectranthus mechowianus (Briq.) ined.
- Plectranthus meeboldii W.W. Sm.
- Plectranthus megacalyx A.J. Paton
- Plectranthus megadontus P.I. Forst.
- Plectranthus megafolius A.J. Paton
- Plectranthus megathyrsus Diels
- Plectranthus melanocarpus Gürke
- Plectranthus melissoides Benth.
- Plectranthus melleri Baker
- Plectranthus membranaceus (Scott Elliot) Hedge
- Plectranthus menthoides Benth.
- Plectranthus merrillii (Merr.) H. Keng
- Plectranthus micrambus Chiov.
- Plectranthus micranthus Spreng.
- Plectranthus microphyllus Baker
- Plectranthus mildbraedii Perkins
- Plectranthus minimus Gürke
- Plectranthus minutiflorus Ryding
- Plectranthus minutus P.I. Forst.
- Plectranthus mirabilis (Briq.) Launert
- Plectranthus mirus S.T. Blake
- Plectranthus miserabilis Briq.
- Plectranthus mocquerysii Briq.
- Plectranthus modestus Baker
- Plectranthus mollis (Aiton) Spreng.
- Plectranthus mollissimus Wall. ex Benth.
- Plectranthus monachorum (L.) Spreng.
- Plectranthus monadelphus (R. Br. ex Roth) Buch.-Ham. ex Wall.
- Plectranthus monostachyus (P. Beauv.) B.J. Pollard
- Plectranthus montanus Benth.
- Plectranthus monticola Gürke
- Plectranthus moschatus R. Br.
- Plectranthus moschosmoides Baker
- Plectranthus moslifolius H. Lév.
- Plectranthus mucosus (Hayata) ined.
- Plectranthus muliensis W.W. Sm.
- Plectranthus mutabilis Codd
- Plectranthus myrianthus Briq.
- Plectranthus mzimvubuensis Van Jaarsv.
- Plectranthus namikawanus (Murata) Bennet
- Plectranthus nankinensis (Lour.) Spreng.
- Plectranthus natalensis Gürke
- Plectranthus neglectus Dinter
- Plectranthus neochilus Schltr.
- Plectranthus nepetifolius Benth.
- Plectranthus nervosus Hemsl.
- Plectranthus neumannii Gürke
- Plectranthus nigericus (Alston) ined.
- Plectranthus nigrescens Benth.
- Plectranthus nilgherricus Benth.
- Plectranthus nilghiricus Benth.
- Plectranthus nitidus P.I. Forst.
- Plectranthus niveus (Hiern) ined.
- Plectranthus nodosus Bellardi ex Colla
- Plectranthus nudiflorus (Poir.) Willd.
- Plectranthus nudipes Hemsl.
- Plectranthus nummularius Briq.
- Plectranthus nyasicus (Baker) M.R. Ashby
- Plectranthus nyikensis Baker
- Plectranthus oblanceolatus Hedge
- Plectranthus oblongifolius Wall. ex Benth.
- Plectranthus occidentalis B.J. Pollard
- Plectranthus oertendahlii T.C.E. Fr.
- Plectranthus ombrophilus Hedge
- Plectranthus omissus P.I. Forst.
- Plectranthus orbicularis Gürke
- Plectranthus oreophilus Diels
- Plectranthus oresbius W.W. Sm.
- Plectranthus oribiensis Codd
- Plectranthus ornatus Codd
- Plectranthus otostegioides (Gürke) Ryding
- Plectranthus ovatifolius Oliv.
- Plectranthus ovatus Benth.
- Plectranthus pachyphyllus Gürke ex T. Cooke
- Plectranthus pachystachyus Briq.
- Plectranthus pachythyrsus Hand.-Mazz.
- Plectranthus pallidus Biroli ex Colla
- Plectranthus panganensis Gürke
- Plectranthus paniculatus Baker
- Plectranthus pantadenius Hand.-Mazz.
- Plectranthus papilionaceus Ranir. & Phillipson
- Plectranthus parishii Hook. f.
- Plectranthus parvicalyx A.J. Paton
- Plectranthus parviflorus Willd.
- Plectranthus parvifolius (Batalin) C. P'ei
- Plectranthus parvus Oliv.
- Plectranthus patchoulii C.B. Clarke ex Hook. f.
- Plectranthus paucicrenatus Franch.
- Plectranthus pauciflorus Baker
- Plectranthus peglerae T. Cooke
- Plectranthus pekinensis Maxim.
- Plectranthus pendulus Gürke
- Plectranthus penicillatus A.J. Paton
- Plectranthus pentheri (Gürke) Van Jaarsv. & T.J. Edwards
- Plectranthus perrieri Hedge
- Plectranthus persoonii (Benth.) Hedge
- Plectranthus petiolaris E. Mey.
- Plectranthus petraeus Backer ex Adelb.
- Plectranthus petrensis S. Moore
- Plectranthus petricola J. Mathew & B.J. Conn
- Plectranthus peulhorum (A. Chev.) J.K. Morton
- Plectranthus pharicus Prain
- Plectranthus phryxotrichus Briq.
- Plectranthus phulangkaensis Suddee, Suphuntee & Saengrit
- Plectranthus phulchokiensis (Murata) Bennet
- Plectranthus phyllopodus Diels
- Plectranthus phyllostachys Diels
- Plectranthus pichompae Hedge
- Plectranthus piliferus Chiov.
- Plectranthus pinetorum A.J. Paton
- Plectranthus platostomoides (Robyns & Lebrun) ined.
- Plectranthus platyphyllus A.J. Paton
- Plectranthus pleiophyllus Diels
- Plectranthus pobeguinii (Hutch. & Dalziel) B.J. Pollard
- Plectranthus poggeanus (Briq.) ined.
- Plectranthus polystachys Y.Z. Sun
- Plectranthus porcatus van Jaarsv. & P.J.D.Winter
- Plectranthus porpeodon Baker
- Plectranthus porphyranthus T.J. Edwards & N.R. Crouch
- Plectranthus praetermissus Codd
- Plectranthus praetervisus Briq.
- Plectranthus prainianus (H. Lév.) Dunn
- Plectranthus pratensis Gürke
- Plectranthus preussii (Gürke) ined.
- Plectranthus primulinus Baker
- Plectranthus prostratus Gürke
- Plectranthus provicarii H. Lév.
- Plectranthus psammophilus Codd
- Plectranthus pseudobarbatus J.K. Morton
- Plectranthus pseudocylindraceus R.H. Willemse
- Plectranthus pseudomarrubioides R.H. Willemse
- Plectranthus puberulentus J.K. Morton
- Plectranthus pubescens Baker
- Plectranthus pulchellus P.I. Forst.
- Plectranthus pulcherissimus A.J. Paton
- Plectranthus pulneyensis Hook. f.
- Plectranthus punctatus (L. f.) L'Hér.
- Plectranthus purpuratus Harv.
- Plectranthus pyramidatus Gürke
- Plectranthus quadridentatus Schweinf.
- Plectranthus racemosus Hemsl.
- Plectranthus radiatus A.J. Paton
- Plectranthus ramosior (Benth.) Van Jaarsv.
- Plectranthus ramosissimus A. Chev.
- Plectranthus rariflorus Hochst.
- Plectranthus reflexus Van Jaarsv. & T.J. Edwards
- Plectranthus rehmannii Gürke
- Plectranthus repens Wall.
- Plectranthus reticulatus (A. Chev.) B.J. Pollard
- Plectranthus rhomboideus Gürke
- Plectranthus ricinispermus Pamp.
- Plectranthus riparius Hochst.
- Plectranthus rivularis Wight ex Hook. f.
- Plectranthus robustus (Hiern) A.J. Paton
- Plectranthus rosthornii Diels
- Plectranthus rosulatus Hedge
- Plectranthus rotundifolius (Poir.) Spreng.
- Plectranthus rubescens Hemsl.
- Plectranthus rubicundus D. Don
- Plectranthus rubropunctatus Codd
- Plectranthus rubroviolaceus Hedge
- Plectranthus rufescens Benth.
- Plectranthus rugosiformis Hand.-Mazz.
- Plectranthus rugosus Wall. ex Benth.
- Plectranthus rungwensis A.J. Paton
- Plectranthus rupestris Baker
- Plectranthus rupicola Gürke
- Plectranthus rutenbergianus Vatke
- Plectranthus ruwenzoriensis (Baker) ined.
- Plectranthus saccatus Benth.
- Plectranthus sahyadricus Smitha & Sunojk.
- Plectranthus sakarensis Gürke
- Plectranthus salicarius Hand.-Mazz.
- Plectranthus sallyae A.J. Paton
- Plectranthus salubenii Brummitt & Seyani
- Plectranthus salviiflorus Chiov.
- Plectranthus salvioides (B. Heyne ex Roth) Benth.
- Plectranthus sangerawensis Gürke
- Plectranthus sanguineus Britten
- Plectranthus saphinensis Phuong
- Plectranthus saxatilis Gürke
- Plectranthus saxicola (A. Chev.) B.J. Pollard & A.J. Paton
- Plectranthus saxorum J. Mathew, Yohannan & B.J. Conn
- Plectranthus scabrellus Benth.
- Plectranthus scandens (Gürke) R.H. Willemse
- Plectranthus scaposus Hedge
- Plectranthus scebeli (Chiov.) Ryding
- Plectranthus schimperi Vatke
- Plectranthus schizophyllus Baker
- Plectranthus schlechteri (T.C.E. Fr.) Hutch. & Dandy
- Plectranthus schweinfurthii Sprenger
- Plectranthus scopulicola A.J. Paton
- Plectranthus scrophularioides Wall. ex Benth.
- Plectranthus sculponeatus Vaniot
- Plectranthus scutellarioides (L.) R. Br.
- Plectranthus secundiflorus (Baker) Hedge
- Plectranthus secundus Roxb.
- Plectranthus selukwensis N.E. Br.
- Plectranthus semayatensis (Vatke) Cufod.
- Plectranthus seretii (De Wild.) Vollesen
- Plectranthus serra Maxim.
- Plectranthus serrulatus (Robyns) Troupin & Ayob.
- Plectranthus sessilifolius A.J. Paton
- Plectranthus setschwanensis Hand.-Mazz.
- Plectranthus seyanii Paton & Brummitt
- Plectranthus shikokianus (Makino) Makino
- Plectranthus shirensis (Gürke) A.J. Paton
- Plectranthus sieberi Benth.
- Plectranthus sigmoideus A.J. Paton
- Plectranthus silvestris Gürke
- Plectranthus sinensis Miq.
- Plectranthus smithianus Hand.-Mazz.
- Plectranthus socotranus Radcl.-Sm.
- Plectranthus spananthus A.J. Paton, Friis & Sebsebe
- Plectranthus sparsiflorus (Elmer) H. Keng
- Plectranthus spectabilis S.T. Blake
- Plectranthus sphaerophyllus Baker
- Plectranthus spicatus E. Mey.
- Plectranthus spiciformis R.A. Dyer
- Plectranthus splendens P.I. Forst.
- Plectranthus stachyoides Oliv.
- Plectranthus steenisii H. Keng
- Plectranthus stenophyllus Baker
- Plectranthus stenosiphon Baker
- Plectranthus stocksii Hook. f.
- Plectranthus stolzii Gilli
- Plectranthus stracheyi Benth. ex Hook. f.
- Plectranthus strangulatus A.J. Paton
- Plectranthus striatus Benth.
- Plectranthus strictipes (G. Taylor) A.J. Paton
- Plectranthus strigosus Benth.
- Plectranthus strobilifer Roxb.
- Plectranthus stuhlmannii Gürke
- Plectranthus stylesii T.J. Edwards
- Plectranthus suaveolens S.T. Blake
- Plectranthus subacaulis Baker
- Plectranthus subincisus Benth.
- Plectranthus subspicatus Hochst.
- Plectranthus succulentus Dyer & Bruce
- Plectranthus swynnertonii S. Moore
- Plectranthus sylvestris Gürke
- Plectranthus tatei Hemsl.
- Plectranthus tenuicaulis (Hook. f.) J.K. Morton
- Plectranthus tenuiflorus (Vatke) Agnew
- Plectranthus tenuifolius W.W. Sm.
- Plectranthus tenuis Hutch. & Dandy
- Plectranthus termiticola A.J. Paton
- Plectranthus ternatus Sims
- Plectranthus ternifolius D. Don
- Plectranthus tetensis (Baker) Agnew
- Plectranthus tetradenifolius A.J. Paton
- Plectranthus tetragonus Gürke
- Plectranthus teysmannii Miq.
- Plectranthus thalassoscopicus P.I. Forst.
- Plectranthus thiothyrsus Hand.-Mazz.
- Plectranthus thorncroftii S. Moore
- Plectranthus thymiflorus (Roth) Spreng.
- Plectranthus thyrsiflorus (Lebrun & Toussaint) ined.
- Plectranthus thyrsoideus (Baker) B. Mathew
- Plectranthus tomentifolius Suddee
- Plectranthus tomentosus Benth.
- Plectranthus torrenticola P.I. Forst.
- Plectranthus transvaalensis Briq.
- Plectranthus triangularis A.J. Paton
- Plectranthus trichocarpus Maxim.
- Plectranthus tricholobus (Gürke) ined.
- Plectranthus trichophorus (Briq.) ined.
- Plectranthus triflorus Baker
- Plectranthus trilobus Hedge
- Plectranthus tristis (Roth) Spreng.
- Plectranthus trullatus A.J. Paton
- Plectranthus tuberosus Blume
- Plectranthus tysonii Gürke
- Plectranthus ugandensis S. Moore
- Plectranthus uliginosus (T.C.E. Fr.) ined.
- Plectranthus umbrosus (Maxim.) Makino
- Plectranthus unguentarius Codd
- Plectranthus urticifolius (Lam.) Salisb.
- Plectranthus urticoides Baker
- Plectranthus usambarensis Gürke
- Plectranthus vatkei (Vatke) ined.
- Plectranthus venteri van Jaarsv. & L.Hankey
- Plectranthus ventosus P.I. Forst.
- Plectranthus venustus P.I. Forst.
- Plectranthus veronicifolius Hance
- Plectranthus verticillatus (L. f.) Druce
- Plectranthus vesicularis A.J. Paton
- Plectranthus vestitus Benth.
- Plectranthus vettiveroides (K.C.Jacob) N.P.Singh & B.D. Sharma
- Plectranthus veyretiae (Guillaumet & Cornet) Hedge
- Plectranthus vicinus T.C.E. Fr.
- Plectranthus villosus Sieb. ex Bentham
- Plectranthus vinaceus Hedge
- Plectranthus violaceus Gürke
- Plectranthus viphyensis Brummitt & Seyani
- Plectranthus virgatus D. Don
- Plectranthus viridis (Briq.) ined.
- Plectranthus viscosus (Roth) Spreng.
- Plectranthus volkensianus Muschl.
- Plectranthus walkeri Arn.
- Plectranthus wallamanensis T.C. Wilson & P.I. Forst.
- Plectranthus wardii C. Marquand & Airy Shaw
- Plectranthus websteri Hemsl.
- Plectranthus welwitschii (Briq.) Codd
- Plectranthus whytei Baker
- Plectranthus wightii Benth.
- Plectranthus wikstroemioides Hand.-Mazz.
- Plectranthus wollastonii S. Moore
- Plectranthus woodii Gürke
- Plectranthus wui Y.Z. Sun
- Plectranthus xanthanthus (C.Y. Wu & Y.C. Huang) ined.
- Plectranthus xerophilus Codd
- Plectranthus xylopodus Lukhoba & A.J. Paton
- Plectranthus yuennanensis Hand.-Mazz.
- Plectranthus zatarhendii sensu Launert & Schreiber
- Plectranthus zebrarum Brummitt & Seyani
- Plectranthus zenkeri Gürke
- Plectranthus zernyi Gilli
- Plectranthus zeylanicus Benth.
- Plectranthus zollingeri Briq.
- Plectranthus zombensis Baker
- Plectranthus zuluensis T. Cooke